# توئنی وان پایلتس
توئنی وان پایلتس (به انگلیسی: Twenty One Pilots) یک گروه موسیقی دونفرهٔ آمریکایی است که در کلمبوس، اوهایو شکل گرفت. این دو ابتدا یک گروه موسیقی بودند که در سال ۲۰۰۹ به وسیلهٔ خوانندهٔ اصلی تایلر جوزف در کنار نیک تامس و کریس صالح بنیان نهاده شد. دو نفر آخری در سال ۲۰۱۱ گروه را رها کردند و از زمان جدایی، اعضای گروه متشکل از جوزف و درامر جاش دان است. تک‌آهنگ‌های این گروه دونفره «استرس‌زده» و «هیتنز» بین سال‌های ۲۰۱۵ و ۲۰۱۶ با موفقیت تجاری روبه‌رو شدند و برای «استرس‌زده» در مراسم جایزه گرمی ۲۰۱۷ برندهٔ بهترین اجرای پاپ دونفره/گروهی شدند.
این دو نفر قبل از اینکه توسط ناشر Fueled By Ramen در سال ۲۰۱۲ بخوانند، دو آلبوم غیررسمی به نام‌های توئنی وان پایلتس (بیست و یک خلبان) در سال ۲۰۰۹ و Regional at Best (ایالتی در بهترین حالت) در سال ۲۰۱۱ بیرون دادند. آن‌ها اولین کار رسمی شان را با ناشر Fueled By Ramen به نام Vessel (پوسته) در سال ۲۰۱۳ بیرون دادند. دومین آلبوم رسمی آن‌ها به نام بلوری‌فیس در تاریخ ۱۵ می ۲۰۱۵ انتشار یافت.

## تاریخچه

### ۲۰۰۹ تا ۲۰۱۱: شکل‌گیری
این گروه در سال ۲۰۰۹ در شهر کلمبوس، پایتخت ایالت اوهایو توسط تایلر جوزف، نیک توماس و کریس صالح که دوستان دانشگاهی بودند، شکل گرفت. تایلر اسم گروه را در حین مطالعهٔ آهنگ All My Sons (تمام پسران من) از آرتور میلر انتخاب کرد؛ که دربارهٔ مردی است که بعد از اینکه باعث مرگ بیست و یک خلبان در جنگ جهانی دوم شد، باید بهترین تصمیم را برای خانواده اش می‌گرفت، چون او آگاهانه بخاطر سود خودش، به آن‌ها قطعات معیوب فرستاد. تایلر گفت که این داستان که نشان از معضل اخلاقی دارد، الهامی برای اسم گروه بود.

در تاریخ ۲۹ دسامبر ۲۰۰۹، آن‌ها اولین آلبوم غیررسمی شان را به نام توئنی وان پایلتس (بیست و یک خلبان) منتشر، و تور در ایالت اوهایو را آغاز کردند.

در سال ۲۰۱۰ گروه دو آهنگی که به‌طور رسمی منتشر نشده بودند را در حساب ساوند کلاود شان منتشر کردند، که شامل یک آهنگ رسمی به نام Time to Say Goodbye (وقت خداحافظیه) و کاوری از کرستینا پری به نام Jar of Hearts (لرزهٔ قلب‌ها) بود.

در اواسط سال ۲۰۱۱ توماس و صالح گروه را ترک کردند. هر دوی آن‌ها یادداشت‌های خداحافظی در صفحهٔ رسمی فیسبوک شان پست کردند. سپس جاش، درامر سابق آهنگ House of Heroes (خانهٔ قهرمانان) به تایلر پیوست.

### ۲۰۱۱ تا ۲۰۱۲
دومین آلبوم غیررسمی گروه، Regional at Best (ایالتی در بهترین حالت)، در تاریخ هشتم ژوئیه ۲۰۱۱ با تنظیمی جدید توسط تایلر و جاش منتشر شد. در طی همان سال، گروه به طرفدارانش دو آهنگ غیررسمی از طریق خبرنامهٔ ایمیل شان تقدیم کرد: نسخهٔ اصلی House of Gold (خانهٔ طلایی) و یک تک ترانه به نام Two (دو).

در تاریخ ۱۱ فوریه ۲۰۱۲، گروه یک موزیک ویدیو برای آهنگ منتشر نشدهٔ Goner (از دست رفته) در یوتیوب منتشر کرد. این آهنگ در سال ۲۰۱۵ برای انتشار در آلبوم بلری‌فیس (چهرهٔ تار) بازنویسی و دوباره ضبط شد.

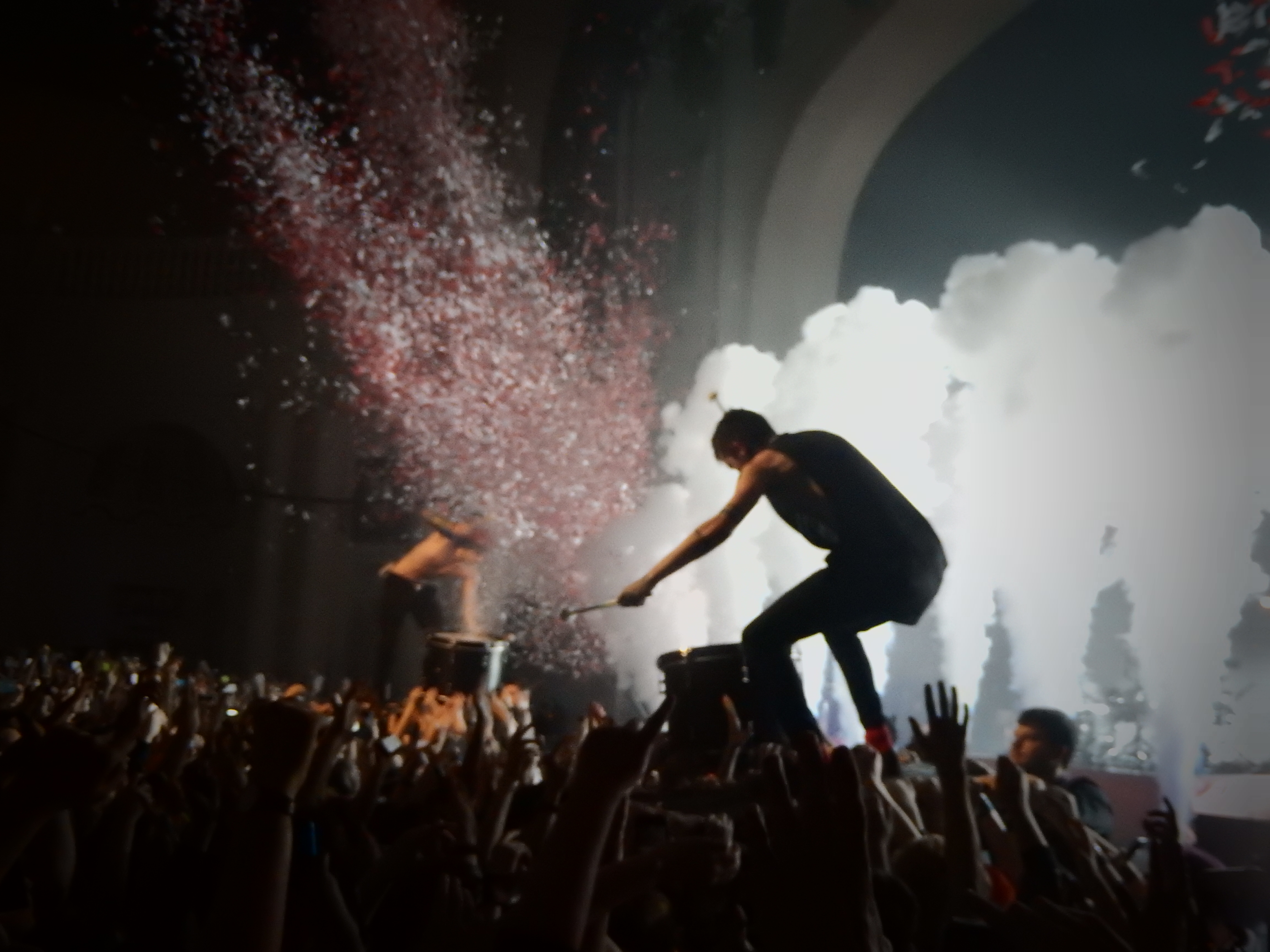
اجرای آهنگ درختان

### ۲۰۱۲ تا ۲۰۱۳
در تاریخ ۱۲ نوامبر ۲۰۱۲، موزیک ویدیو رسمی آهنگ Holding on to You (تکیه به تو) در یوتیوب منتشر شد. همچنین در تاریخ هفتم ژانویه ۲۰۱۳ ویدئو کلیپ آهنگ Guns for Hands (تپانچه برای دست‌ها) و در تاریخ ۱۹ آوریل ۲۰۱۳ ویدئو کلیپ آهنگ Car Radio (رادیو ی اتومبیل) منتشر شد.

در تاریخ دوم اکتبر ۲۰۱۳، ویدئو کلیپ آهنگ House of Gold (خانهٔ طلایی) در یوتیوب منتشر شد.

در تاریخ ۳۱ دسامبر ویدئو کلیپ آهنگ Truce (آتش‌بس) و همچنین ویدئو کلیپ رسمی آهنگ Migraine (میگرن) توسط یوتیوب منتشر شد (گرچه بعد از مدت کوتاهی پاک شد).

### ۲۰۱۴
در تاریخ ۳۱ دسامبر ۲۰۱۴، گروه ویدئو کلیپی برای آهنگ Ode to Sleep (نوای خواب) منتشر کردند.

### ۲۰۱۵ تا ۲۰۱۷: بلری‌فیس
گروه اولین تک‌آهنگشان به نام Fairly Local (نسبتاً محلی) را منتشر کردند. دومین تک‌آهنگشان به نام Tear in My Heart (ضربه‌ای در قلب من) و همچنین موزیک ویدیو آن را در تاریخ پنجم آوریل ۲۰۱۵ منتشر کردند. در تاریخ ۲۸ آوریل آهنگ Stressed Out (استرس) سومین تک‌آهنگ آن‌ها به همراه موزیک ویدیو منتشر شد.

آهنگ Stressed Out (استرس) جایزه بفتای ۲۰۱۷ , رتبهٔ دوم در بیلبورد، و رتبهٔ اول در آلترنتیو سانگز و هات راک سانگز را به دست آورد.

آلبوم بلری‌فیس (چهره تار) چهار روز زودتر، در تاریخ ۱۵ مارس ۲۰۱۵ منتشر شد و در هفتهٔ اول بالای ۱۳۴ هزار فروش داشت.

گروه، تور جهانی (بلری‌فیس) چهره تار را در تاریخ ۱۱ می‌در گلاسگو، واقع در اسکاتلند آغاز کرد.
تور جهانی چهرهٔ تار در ۱۴ فبریه ۲۰۱۵ به دلیل حمله تروریستی در پاریس نیمه کاره پایان یافت و گروه برای استراحت به آمریکا بازگشت.
آن‌ها در ۳۱ می ۲۰۱۶ تور جهانی Emotional Roadshow (تور خیابانی احساسی) را آغاز کردند که شامل اجراهایی در ایالات متحده، کانادا، مکزیک، اروپا و استرالیا می‌شد. آن‌ها اعلام کردند بندهای مخصوص سر آشپز و میوت‌مث آن‌ها را همراهی کردند.
در ۱۶ جوئن ۲۰۱۶ بند تک‌آهنگ Heathens (کافران) را به عنوان اولین تک آهنگ از آلبوم فیلم جوخهٔ خودکشی، زودتر از زمان مشخص شده، ۲۴ جوئن منشتر کرد. آهنگ ۱۵ جوئن در فضای مجازی لو رفت. موزیک ویدیو ی این آهنگ ۲۱ جوئن ۲۰۱۶ منتشر شد. این آهنگ در تیتراژ پایانی فیلم پخش شد.
بعد از آن توئنی وان پایلتس تبدیل به سومین هنرمند در تاریخ شد که دو آهنگ به صورت هم‌زمان در پنج آهنگ برتر بیلبورد دارد و به هنرمندانی چون بیتلز و الویس پریسلی پیوست.
در ۱۴ سپتامبر ۲۰۱۶ بند بازخوانی آهنگ Cancer (سرطان) از بند مای کمیکال رومنس که بخشی از آلبوم رژهٔ سیاه بود را منتشر کرد. موزیک ویدیوی انیمیشنی آن هم هم‌زمان منتشر شد.
در ۸ اوکتبر ۲۰۱۶ توئنی وان پایلتس میهمان برنامه شنبه شب شد و نسخه‌های ارکست سمفونیک آهنگ‌های "کافران" و "سواری" را اجرا کرد که از نظر مجلهٔ رولینگ استون بهترین اجرای آن‌ها تاکنون بود. پس از آن بند در مراسم موسیقی آمریکا ترکیب دو آهنگ پرفروش خود "Stressed Out" و "Heathens" را اجرا کرد. آنها همچنین برای اولین بار در تلویزیون دو جایزهٔ "بند مورد علاقه مردم" و "هنرمند الترنیتیو مورد علاقه مردم" را دریافت کردند. در ۲۵ نوامبر ۲۰۱۶ بند یک آلبوم لایو محدود که برگرفته از دو شب اجرای بند در سالن "تئاتر فاکس اوئکلند" بود به نام بلری‌فیس Live منتشر کرد.
بند بعداً با بند الترنیتیو راک Mutemath همکاری کرد و یک اِی پی پنج آهنگه که متشکل از پنج ریمیکس از آهنگهای آلبوم چهره تار بود را به نام TØPxMM منتشر کرد. آلبوم در ۱۹ دسامبر آن سال به صورت مجانی در سایت بند قرار گرفت. آنها همچنین یک ویدیوی ۲۵ دقیقه ای از اجرای آهنگ‌ها را در استودیو را در شبکه یوتیوب خود منتشر کردند.
بند در ۱۲ فبریه ۲۰۱۷ یک جایزه گِرمی برای آهنگ «استرس» در دسته‌بندی بهترین اجرا گروهی پاپ دریافت کرد. آنها قبل از دریافت جایزه شلوار خود را درآوردند و بر روی استیج رفتند. در سخنرانی تایلر جوزف از عمل به قولی که سال‌ها قبل به هم گروهی خود داده بود یاد کرد.
بند در ۲۷ مارس ۲۰۱۷ مجموعه ای از پنج اجرا را با نام «تور کلمبوس» معرفی کرد که شامل پنج روز اجرای بند در شهر مادری بند بود. بند ابتدا شروع به اجرا در چند سالن کوچک شهر کرد و سپس به عنوان اختتامیه چرخه اجراهای خود در بزرگ‌ترین سالن شهر اجرا کرد. سالن‌هایی که بند در آن اجرا کرد شامل سالن‌های The Basement, Newport Music Hall, Express Live, Nationwide Arena و Value City Arena بود.
در مصاحبه ای که بند در نوامبر ۲۰۱۶ با مجلهٔ Alternative Press داشت توئنی وان پایلتس اعلام کرد که آنها پس از آخرین اجرای خودشون به «تاریکی میرن» و روی ساخت آلبوم جدیدشون تمرکز می‌کنند. جوزف در این مصاحبه اعلام کرد که علاقه دارد که بر روی ترانه‌های خود تمرکز بیشتری کند و موسیقی جدید بند رو به «تازگی، ترانه‌ها، پویایی و شجاعت در آهنگ سازی» که در آلبوم اول بند بود ببرد. بند برای آخرین بار در ژوئیه ۲۰۱۷ در فضای مجازی فعال بود؛ آن‌ها چند عکس از چشمی در حال بسته شدن منتشر کردند که بر روی آنها چند تکه ترانه از آهنگهای بند نوشته شده بود. پس از آن بند به یک وقفه یک ساله رفت.

### ۲۰۱۸ تا کنون: Trench
توئنی وان پایلتس بعد از مدت‌ها سکوت در آوریل ۲۰۱۸ به صورت پنهان با طرفداران خود ارتباط برقرار کرد و به مدت سه ماه به گذاشتن مطالبی عجیب در یک سایت غیررسمی پرداخت. آن‌ها به این وسیله اقدام به دادن سرنخ‌هایی راجع‌به آلبوم بعدی خود کردند، طبق اطلاعات موجود در آن سایت آلبوم بعدی خود یک آلبوم مفهومی است و تم آن برگرفته از دخمه‌های زرتشتیان است.
در ۷ ژوئیه ۲۰۱۸ بند بعد از یک سال سکوت در فضای مجازی ایمیلی عجیب به طرفداران خود داد و در آن عرضهٔ آهنگ جدید خود را اعلام کرد. پس از دو روز آن‌ها بالاخره در تمامی حساب‌های اجتماعی خود ویدیویی کوتاه از یک چشم زرد یک جغد منتشر کرد. آن‌ها همچنین لوگوی جدید خود را نیز معرفی کردند که شاهد تغییرات بسیاری بوده؛ رنگ لوگو کاملاً به رنگ زرد درآمده و خطوط عمودی و مورب آن دو لایه شدند //-||
سر انجام این بند در ۱۱ ژوئیه ۲۰۱۸ دو تک آهنگ Jumpsuit و Nico And The Niners را به همراه موزیک ویدیو Jumpsuit منتشر و اعلام کرد پنجمین آلبوم استودیویی بند به نام Trench در ۵ اکتبر ۲۰۱۸ به‌طور رسمی منتشر خواهد شد. همین‌طور اعلام شد تور برای این آلبوم به اسم The Bandito Tour در تاریخ ۱۶ اکتبر ۲۰۱۸ آغاز خواهد شد.
کمی بعد از انتشار دو تک آهنگ و موزیک ویدیو Jumpsuit، در ۲۶ ژوئیه ۲۰۱۸ موزیک ویدیو Nico And The Niners منتشر شد.

## سبک موسیقی و اعتبار
استایل موسیقایی بند به صورت ذیل شرح داده شده است: الترنیتیو هیپ هاپ، الکتروپاپ، ایندی پاپ، پاپ راک، رپ راک، الترنیتیو راک، رگی، راک، سینث-پاپ، الکترونیکا، الکترونیک راک، ایمو رپ، ایندی راک، پاپ-رپ، هیپ هاپ، سایکدلیک، ایندیترونیکا
این گروه مخلوطی از پیانو (هر از گاهی کیبورد و کیتار)، ترکیب‌کننده، درام (به همراه مخلوطی از درام الکترونیک در بعضی قسمت‌ها)، خوانندگی، و گاهی یوکه لیلی به همراه دارد.

تایلر اظهار دارد که زمانی که شعر خیلی طولانی می‌شود، باید شروع به رپ خواندن بکند تا بتواند متن آهنگ را در آهنگ بگنجاند.

مردم معمولاً با مربوط ساختن این گروه به یک ژانر مشخص برای توصیفش مشکل دارند. اگرچه خیلی از طرفداران به این گروه لقب اسکیزوفرنی پاپ داده‌اند که یک ژانر فرعی غیررسمی و اصطلاحی از پاپ است.

با اینکه بسیاری از آهنگ‌های این گروه شامل اشاراتی به الهیات مسیحی می‌شود، و پیامی (هرچند غیر مستقیم) دربارهٔ خداوند دارد، و تمام اعضای گروه (چه گذشته چه در حال حاضر) مسیحی هستند، این گروه به عنوان یک گروه مسیحی مطرح نشده است.
بند یک فن بیس بزرگ برای خود دارد که اسم آن «محفل اسکلت» است.
با استناد به خود بند هدف آنان از ساخت موسیقی «ترغیب کردن مردم برای فکر کردن» است. آن‌ها تلاش می‌کنند تا به مردم ارزش‌های واقعی زندگی را نشان دهند و در آهنگ‌هایشان به موضوعاتی همچون مبارزه با مادی نگری و مبارزه با نَفس و شیطان اشاره می‌کنند.

## اعضای گروه
در حال حاضر
- تایلر جوزف - خواننده، پیانو، کیبورد، یوکه لیلی، سینثی سایزر، باس، کی‌تار، (از سال ۲۰۰۹ تاکنون)
- جاش دان - ترامپت، درام و پرکاشن (از ۲۰۱۱ تاکنون)

اعضای سابق
- نیک توماس - گیتار باس، کیبورد، پیانو، گیتار الکتریک، هم خوانی (از سال ۲۰۰۹ تا ۲۰۱۱)
- کریس صالح - درام و پرکاشن (از سال ۲۰۰۹ تا ۲۰۱۱)

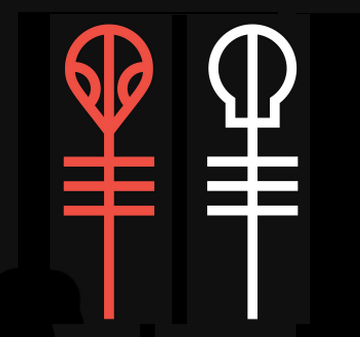
نماد محفل اسکلت

## تور کنسرت

### رهبر
- تور بیشتر نوامبر (۲۰۱۲)
- سفر برای تور کنسرت (۲۰۱۳)
- تور جهانی سکوت سخت است (۲۰۱۴)
- تور جهانی چهره تار (۲۰۱۵–۲۰۱۶)
- تور جهانی اجراهای احساسی جاده‌ای (۲۰۱۶–۲۰۱۷)
- تور راهزن (۲۰۱۸–۲۰۱۹)
- تور تیک اووِر (۲۰۲۱–۲۰۲۲)
- تور یخی (۲۰۲۲)
- رویدادی با توئنی وان پایلتس (۲۰۲۴)
- تور جهانی کلنسی (۲۰۲۴–۲۰۲۵)

#### اجرای شروع‌کننده
- تور برای نئون تریز در کنار واک د مون (۲۰۱۲)
- تور جهانی نجات راک ان رول همراه با فال اوت بوی و پنیک! ات د دیسکو (۲۰۱۳)
- تور پارامور به همراه گروه پارامور (۲۰۱۴)

## جوایز
| سال  | مراسم                               | اثر               | جایزه                                                                           | نتیجه                 |
| ---- | ----------------------------------- | ----------------- | ------------------------------------------------------------------------------- | --------------------- |
| ۲۰۱۳ | جایزه ام‌تی‌وی ۲۰۱۳                   | Holding on to You | MTV Video Music Award – Artist to Watch                                         | نامزدشده              |
| ۲۰۱۳ | جایزهٔ بهترین‌های اروپا               | توئنی وان پایلتس  | MTV Europe Music Awards - Best Push Act                                         | نامزدشده              |
| ۲۰۱۴ | مجله الترنیتیو پرس                  | توئنی وان پایلتس  | AP Music Awards – Best Live Band                                                | نامزدشده              |
| ۲۰۱۴ | مجله الترنیتیو پرس                  | Vessel            | AP Music Awards – Album of the Year                                             | نامزدشده              |
| ۲۰۱۴ | مجله الترنیتیو پرس                  | توئنی وان پایلتس  | AP Music Awards – Breakthrough Band                                             | نامزدشده              |
| ۲۰۱۴ | مجله الترنیتیو پرس                  | Josh Dun          | AP Music Awards – Best Drummer                                                  | نامزدشده              |
| ۲۰۱۵ | مجله الترنیتیو پرس                  | توئنی وان پایلتس  | AP Music Awards – Best Live Band                                                | نامزدشده              |
| ۲۰۱۵ | مجله الترنیتیو پرس                  | توئنی وان پایلتس  | AP Music Awards – Most Dedicated Fans                                           | نامزدشده              |
| ۲۰۱۵ | مجله الترنیتیو پرس                  | توئنی وان پایلتس  | AP Music Awards – tumblr Fandom of the Year                                     | نامزدشده              |
| ۲۰۱۵ | جایزه منتخب نوجوانان                | Tear in My Heart  | Teen Choice Award - Choice Rock Son                                             | نامزدشده              |
| ۲۰۱۶ | مراسم آی هارت ریدیو                 | توئنی وان پایلتس  | iHeartRadio Music Awards – Alternative Rock Artist of the Year                  | برنده                 |
| ۲۰۱۶ | مراسم آی هارت ریدیو                 | Stressed Out      | iHeartRadio Music Awards – Alternative Rock Song of the Year                    | برنده                 |
| ۲۰۱۶ | جایزه موسیقی بیلبورد ۲۰۱۶           | توئنی وان پایلتس  | Top Duo/Group                                                                   | نامزدشده              |
| ۲۰۱۶ | جایزه موسیقی بیلبورد ۲۰۱۶           | توئنی وان پایلتس  | Top Rock Artist                                                                 | برنده                 |
| ۲۰۱۶ | جایزه موسیقی بیلبورد ۲۰۱۶           | Stressed Out      | Top Rock Song                                                                   | نامزدشده              |
| ۲۰۱۶ | جایزه موسیقی بیلبورد ۲۰۱۶           | بلری‌فیس           | Top Rock Album                                                                  | برنده                 |
| ۲۰۱۶ | مجله الترنیتیو پرس                  | توئنی وان پایلتس  | Artist of the Year                                                              | برنده                 |
| ۲۰۱۶ | مجله الترنیتیو پرس                  | بلری‌فیس           | Album of the Year                                                               | برنده                 |
| ۲۰۱۶ | مجله الترنیتیو پرس                  | Streesed Out      | Best Music Video                                                                | نامزدشده              |
| ۲۰۱۶ | جوایز کرنگ!                         | توئنی وان پایلتس  | Best Live Band Best Fanbase                                                     | نامزد شده برنده       |
| ۲۰۱۶ | Underground Interviews Music Awards | Stressed Out      | Best Hit Single                                                                 | نامزدشده              |
| ۲۰۱۶ | جایزه منتخب نوجوانان                | Stressed Out      | Choice Rock Song                                                                | نامزدشده              |
| ۲۰۱۶ | جایزه ام‌تی‌وی ۲۰۱۶                   | Heathens          | Best Rock Video                                                                 | برنده                 |
| ۲۰۱۶ | جایزهٔ بهترین‌های اروپا               | توئنی وان پایلتس  | Best Alternative Best Alternative Best US Act                                   | برنده برنده نامزد شده |
| ۲۰۱۶ | جایزهٔ بهترین‌های آمریکا              | توئنی وان پایلتس  | Artist of the Year Favorite Pop/Rock Band/Duo/Group Favorite Alternative Artist | نامزد شده برنده       |
| ۲۰۱۶ | جایزه تور بیلبورد                   | توئنی وان پایلتس  | Breakthrough                                                                    | نامزدشده              |
| ۲۰۱۷ | American Music Awards               | توئنی وان پایلتس  | Favorite Artist - Alternative Rock                                              | برنده                 |
| ۲۰۱۷ | Alternative Press Music Awards      | توئنی وان پایلتس  | Most Dedicated Fans                                                             | برنده                 |
| ۲۰۱۷ | Billboard Awards                    | توئنی وان پایلتس  | Artist of the Year                                                              | نامزدشده              |
| ۲۰۱۷ | Billboard Awards                    | توئنی وان پایلتس  | Chart Achievement Award                                                         | برنده                 |
| ۲۰۱۷ | Billboard Awards                    | توئنی وان پایلتس  | Top Duo/Group                                                                   | برنده                 |
| ۲۰۱۷ | Billboard Awards                    | توئنی وان پایلتس  | Top Billboard 200 Artist                                                        | نامزدشده              |
| ۲۰۱۷ | Billboard Awards                    | توئنی وان پایلتس  | Top Hot 100 Artist                                                              | نامزدشده              |
| ۲۰۱۷ | Billboard Awards                    | توئنی وان پایلتس  | Top Song Sales Artist                                                           | نامزدشده              |
| ۲۰۱۷ | Billboard Awards                    | توئنی وان پایلتس  | Top Radio Songs Artist                                                          | برنده                 |
| ۲۰۱۷ | Billboard Awards                    | توئنی وان پایلتس  | Top Streaming Songs Artist                                                      | نامزدشده              |
| ۲۰۱۷ | Billboard Awards                    | توئنی وان پایلتس  | Top Rock Artist                                                                 | برنده                 |
| ۲۰۱۷ | Billboard Awards                    | Heathens          | Top Hot 100 Song                                                                | نامزدشده              |
| ۲۰۱۷ | Billboard Awards                    | Heathens          | Top Selling Song                                                                | نامزدشده              |
| ۲۰۱۷ | Billboard Awards                    | Heathens          | Top Streaming Song (Video)                                                      | نامزدشده              |
| ۲۰۱۷ | Billboard Awards                    | Heathens          | Top Rock Song                                                                   | برنده                 |
| ۲۰۱۷ | Billboard Awards                    | Stressed Out      | Top Rock Song                                                                   | نامزدشده              |
| ۲۰۱۷ | Billboard Awards                    | Ride              | Top Rock Song                                                                   | نامزدشده              |